# Degersand

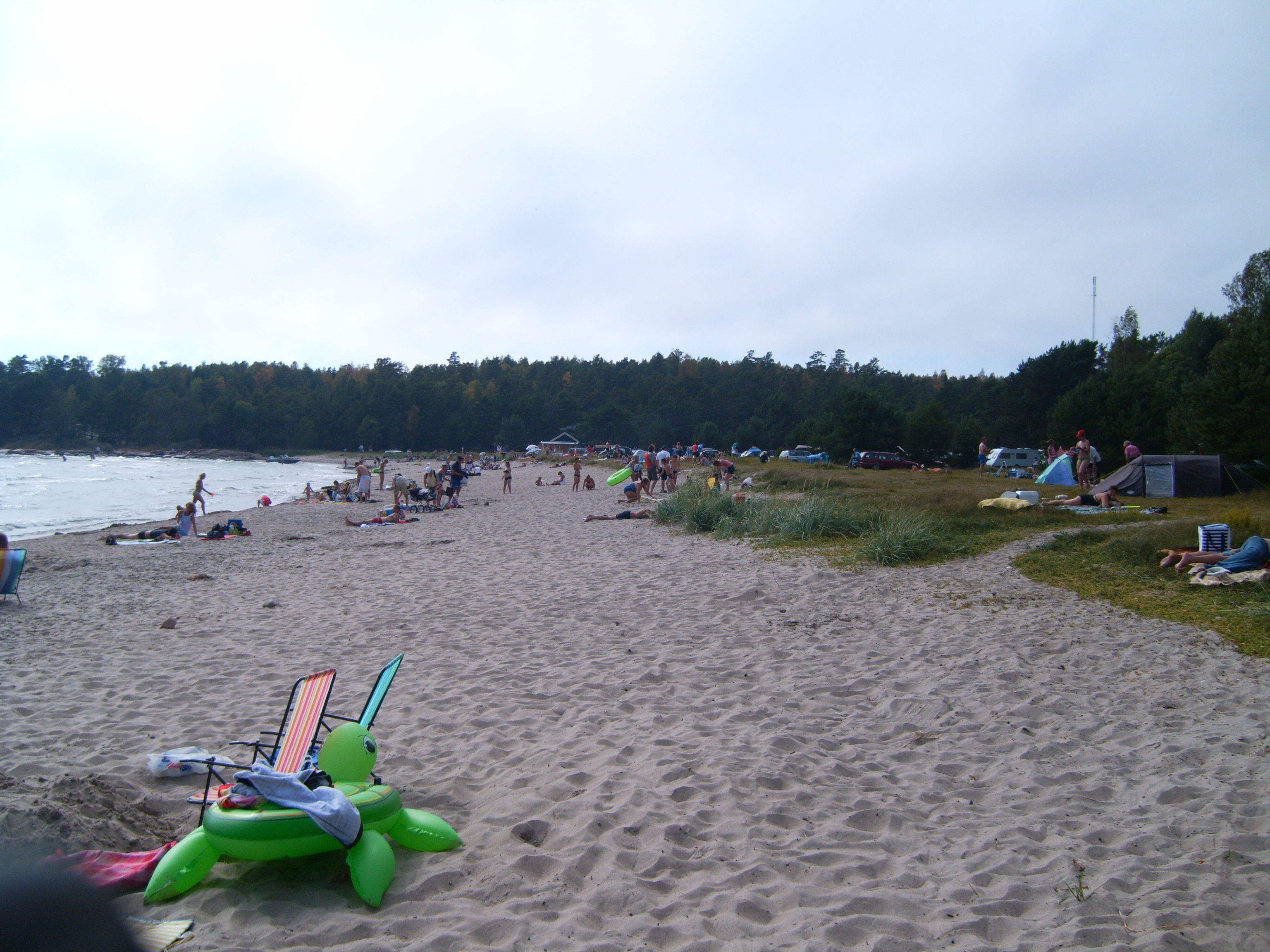
Badstranden i Degersand

Degersand, område i Torp, Eckerö kommun, Åland. Mest känd är den ca. 100 m långgrunda sandstranden i söderläge som uppskattas av både surfare och barnfamiljer. Bevakades under andra världskriget för att sedan bli campingplats med restaurang och övernattningsstugor. Degersand var fram till 2007 till hälften privatägd och till hälften kommunägd (allmän badplats).
Sedan 2007 ägs campingen av Långben AB.